# Експедиція Перрі
 

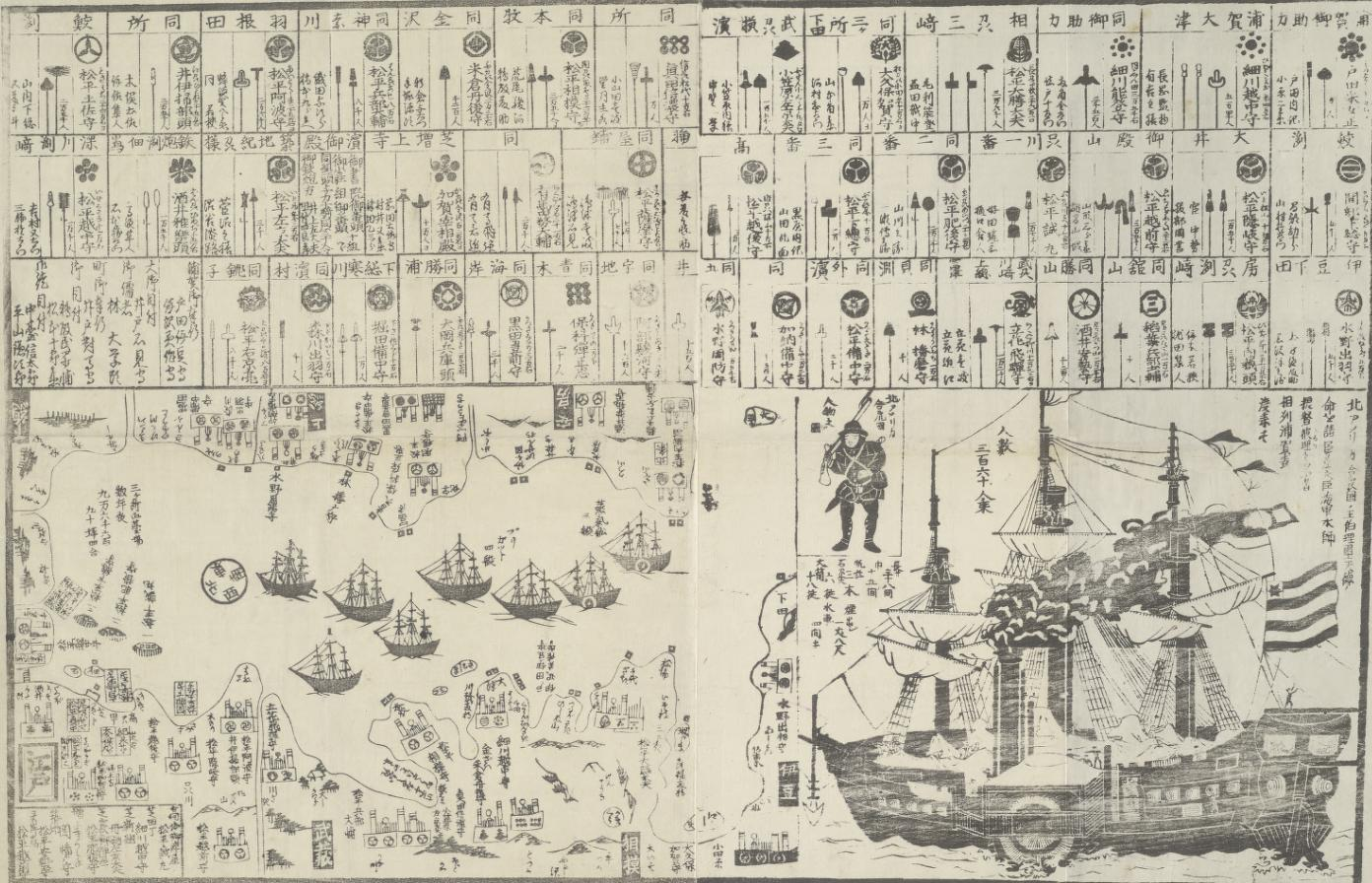
Японська гравюра 1854 року із зображенням експедиції Перрі

Експедиція Перрі ( яп. 黒船来航 , kurofune raikō, «Прибуття чорних кораблів») — дипломатично-військова експедиція у двох окремих подорожах (1852–1853, 1854–1855) до шьогунату Токуґава (徳川幕府) військовими кораблями ВМС США . Цілі цієї експедиції включали розвідку, огляд, встановлення дипломатичних відносин і переговори про торгівельні угоди з різними країнами Азії. Встановлення контакту з урядом Японії вважалося пріоритетом експедиції та було однією з основних причин її початку.
Експедицією керував комодор Метью Келбрейт Перрі за наказами президента Мілларда Філлмора . Метою Перрі було покласти край 220-річній політиці ізоляції Японії та відкрити японські порти для торгівлі з Америкою за допомогою дипломатії канонерських човнів, якщо це необхідно. Експедиція Перрі безпосередньо призвела до встановлення дипломатичних відносин між Японією та західними Великими державами і, зрештою, до розпаду шьоґунату Токуґава та реставрації доби Мейджі . Після експедиції торгівельні шляхи Японії зі світом, що розвивався, призвели до культурної тенденції японізму: певні елементи японської культури вплинули на мистецтво Заходу .

## Передумови

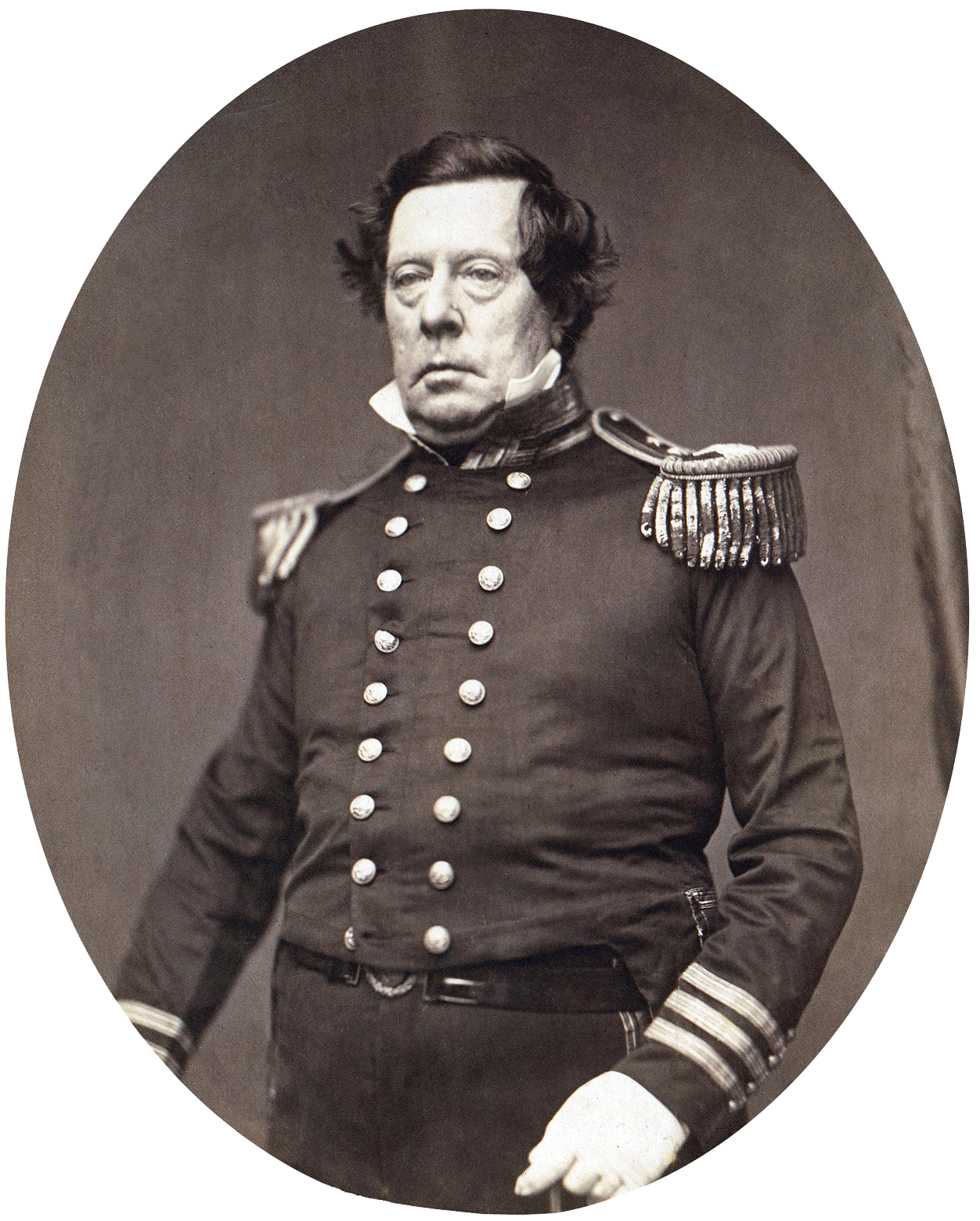
Коммодор Метью Перрі

Американсько-китайська торгівля, що зростала, присутність американських китобоїв у водах неподалік від Японії та монополізація потенційних вугільних станцій європейськими колоніальними державами в Азії сприяли рішенню президента Філлмора направити експедицію до Японії. Американці також керувалися концепцією явного призначення та бажанням нав’язати «вигоди» західної цивілізації та християнської релігії тим, кого вони сприймали як відсталі азіатські нації. 
На поч. 19 століття політика ізоляції Японії ставала все більшою проблемою. У 1844 році король Нідерландів Вільгельм II надіслав листа, в якому закликав Японію самостійно припинити політику ізоляції, перш ніж буде вжито примусових заходів.  У 1790-1853 рр. принаймні двадцять сім американських кораблів, у тому числі три військових кораблі, відвідали Японію, але їм було відмовлено.
Вторгнення іноземних кораблів у японські води значно почастішали, і це призвело до широких внутрішніх дебатів у Японії щодо питання, як найкраще протистояти цій загрозі економіко-політичному суверенітету Японії. У травні 1851 року амер. держсекретар Деніел Вебстер уповноважив коммодора Джона Х. Оліка, командира американської Ост-Індської ескадри, спробувати повернути сімнадцять японських моряків, які зазнали корабельної аварії і тепер проживали в Сан-Франциско, що могло б дати можливість започаткувати торговельні відносини з Японією. 10 травня 1851 року Вебстер склав лист, адресований «японському імператору», намагаючись запевнити його, що експедиція не має на меті релігійного питання, а лише просить про «дружбу та комерцію» та постачання вугілля, необхідного американським кораблям, що прямують до Китаю. 
Лист, що також вихвалявся успішною американською експансією на північноамериканському континенті та її майстерністю з точки зору техніки, був підписаний Філлмором. Тим часом Олік вплутувався в дипломатичний конфлікт із бразильським дипломатом і мав суперечки з капітаном свого флагманського корабля, тож був звільнений від командування до того, як він зміг розпочати експедицію до Японії.  Його наступник, комодор Меттью Келбрейт Перрі, був старшим офіцером ВМС Сполучених Штатів і мав великий дипломатичний досвід.

## Підготовка
Перрі добре знав про складнощі, пов'язані зі спробою налагодити відносини з Японією, і спочатку протестував проти наказу, наголошуючи на тому, що він віддав би перевагу командувати Середземноморською ескадрою ВМС США замість того, щоб його призначали для ще однієї спроби відкрити Японію, що він вважав малоймовірним. Відповідні прецеденти включали:
- З 1797 по 1809 рік кілька американських кораблів торгували в Наґасакі під голландським прапором на прохання голландців, які не змогли надіслати свої власні кораблі через конфлікт із Сполученим Королівством під час наполеонівських війн .
- У 1837 році американський бізнесмен у Кантоні (Гуанчжоу) на ім’я Чарльз У. Кінг побачив можливість відкрити торгівлю, спробувавши повернути до Японії трьох японських моряків, які зазнали корабельної аварії кілька років тому на узбережжі Вашингтона . Він вийшов до каналу Ураґа з Моррісоном, американським торговим судном. Корабель був атакований кілька разів і відійшов назад, не виконавши свою місію.
- У 1846 році командир Джеймс Біддл став на якір у затоці Едо з офіційною місією з двома кораблями, в тому числі з одним військовим кораблем, озброєним сімдесятьма двома гарматами, попросивши відкрити порти для торгівлі, але його прохання про торговельну угоду залишилися безуспішними.
- У 1849 році капітан Джеймс Глінн дійшов до Наґасакі, що нарешті призвело до перших успішних переговорів американця з Японією. Джеймс Глінн рекомендував Конгресу Сполучених Штатів, щоб переговори про відкриття Японії були підкріплені демонстрацією сили, таким чином проклавши шлях для експедиції Перрі.

Напередодні своєї подорожі Перрі прочитав багато книжок про Японію. Його дослідження також включали консультації з японологом Філіпом Францом фон Зібольдом . Зібольд провів вісім років, працюючи, викладаючи та навчаючись на ізольованому голландському острівному торговому пункті Деджіма в гавані Наґасакі, перш ніж повернутися до Лейдена в Нідерландах.  Перрі також вимагав від Вебстера більшої свободи у своїх наказах, і цю вимогу держсекретар задовільнив безпосередньо перед його смертю в жовтні 1852 року. Таким чином, Перрі відплив до Японії з «повними та дискреційними повноваженнями», включаючи можливе застосування сили, на той випадок, якщо японці спробують поводитися з ним так само, як з нещасним коммодором Бідлом.  Перрі також відмовився дозволити будь-яким професійним дипломатам супроводжувати експедицію. Він попросив німецького художника Вільгельма Гейне та піонера-дагеротипіста Еліфалета М. Брауна молодшого приєднатися до експедиції як офіційних художників. Спеціаліст із сільського господарства доктор Джеймс Морроу був призначений Державним департаментом США. Кілька потерпілих від руйнувань кораблів японців також були взяті як неофіційні перекладачі.
Експедиції були призначені парові військові кораблі Міссісіпі, Саскуеханна і Повхатан, пароплави «Лексінгтон», «Сапплай» і «Саутгемптон», що зберігали зброю, а також шлюпи Македонія, Плімут і Саратога . Для командування своїм флотом Перрі обрав офіцерів, з якими він служив у мексикансько-американській війні. Командир Франклін Б'юкенен був капітаном «Саскуеханни», а Джоель Еббот був капітаном «Македонії» . Командир Генрі А. Адамс став начальником Штабу коммодора з титулом «Капітан флоту». Майор Джейкоб Зейлін (майбутній комендант Корпусу морської піхоти Сполучених Штатів ) був старшим офіцером морської піхоти і дислокувався на Міссісіпі. Перрі також отримав дозвіл використовувати державні запаси як подарунки для тубільців, особливо застарілу стрілецьку зброю. Серед них 40 гвинтівок M1819 Hall (з 4000 патронів), 20 пістолетів-перкусій (з 2000 патронів), 20 артилерійських шабель, 20 мушкетів з ударними замками Мейнарда і 40 легких кавалерійських шабель, а також 100 револьверів «Кольт» .

## Перший візит до Японії, 1852–1853

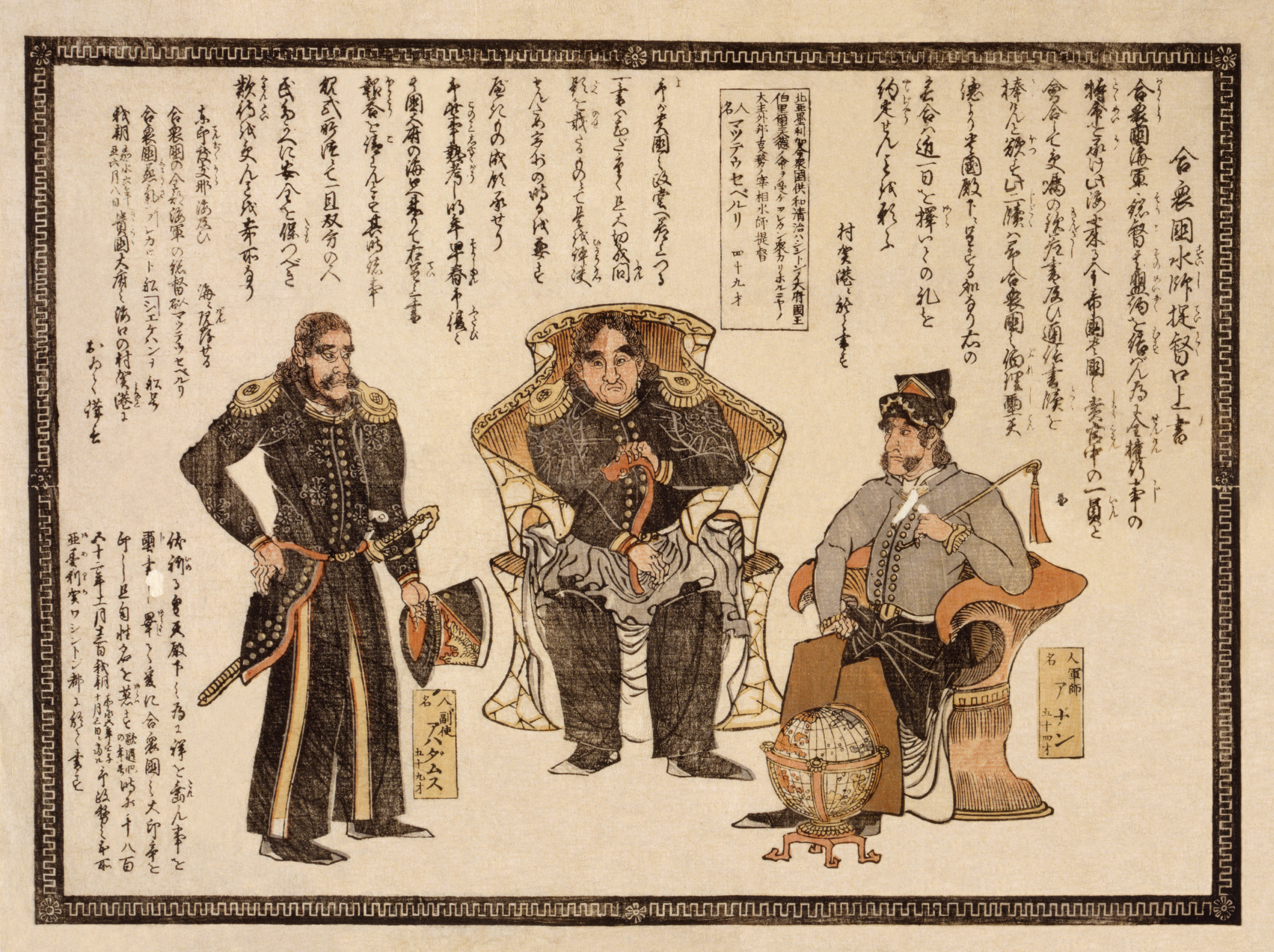
Японський ксилографічний відбиток Перрі (у центрі) та інших високопоставлених американських моряків.

24 листопада 1852 року Перрі обрав гребно-колесний Міссісіпі з чорним корпусом і звільнив Гемптон-Роудс, штат Вірджинія.  Перрі заходив у порт Мадейри (11–15 грудня), острова Св. Єлени (10–11 січня), Кейптауна (24 січня – 3 лютого), Маврикія (18–28 лютого), Цейлону (10–15 березня), Сінгапуру (25–29 березня), Макао та Гонконгу (7–28 квітня). Там він зустрівся з синологом американського походження Семюелем Уеллсом Вільямсом (який був у Японії з Моррісоном у 1837 році), який надав переклади офіційних листів Перрі китайською мовою, і зустрівся з Плімутом і Саратогою . Він продовжив поїздку до Шанхаю (4–17 травня), де зустрівся з американським дипломатом нідерландського походження Антоном Л. С. Портманом, який перекладав його офіційні листи на голландську мову.
Тоді Перрі змінив свій прапор на Саскуеханні та відвідав острови Рюкю з 17 по 26 травня. Ігноруючи претензії Сацума-хану на острови, а також свої власні накази, він погрожував місцевій владі та обдурив її, погрожуючи напасти з 200 військами, якщо йому не буде дозволено торгувати правами та землею для вугільної станції. Перрі висадив своїх морських піхотинців, яких він муштрував на пляжі годинами поспіль, і вимагав аудієнції з королем Рюкю Шьо Тай у замку Шюрі . Знаючи, що про кожну його дію буде повідомлено японській владі в Едо, Перрі старанно уникав зустрічей з чиновниками нижчого рангу і широко використовував військові церемонії та гостинність на борту судна, щоб продемонструвати як американську військову міць, так і мирний намір його експедиції.  Перрі пішов з обіцянками, що острови будуть повністю відкриті для торгівлі зі Сполученими Штатами. Продовжуючи в середині червня на островах Оґасавара, Перрі зустрівся з місцевими жителями і навіть придбав ділянку землі.

### Загроза силою і переговори

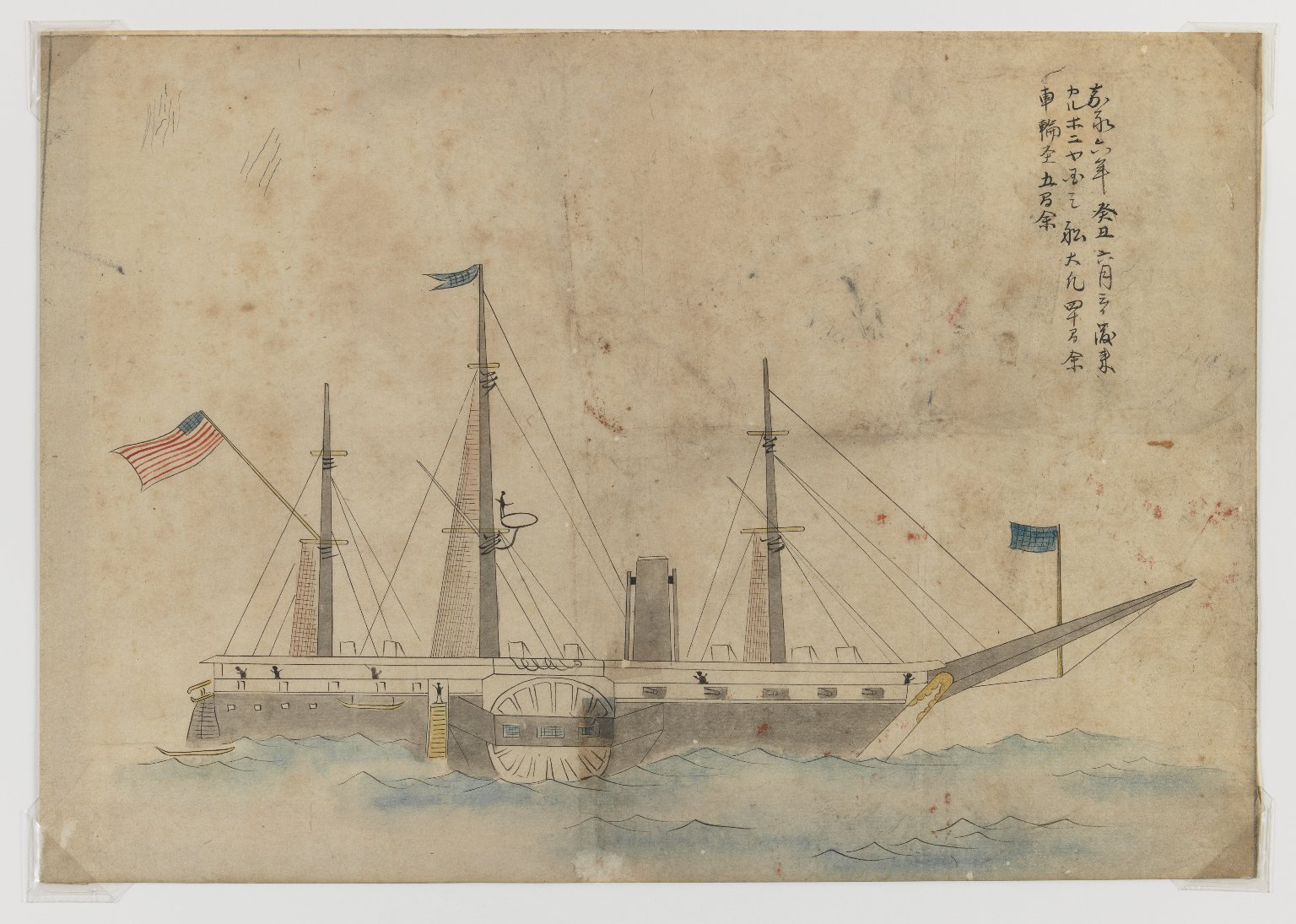
Чорний корабель коммодора Метью Перрі з Бруклінського музею.

8 липня 1853 року Перрі нарешті досяг Ураґи біля входу в затоку Едо в Японії. Його флот на той час складався з чотирьох суден: Саскуеханна, Міссісіпі, Плімут і Саратога . Коли він прибув, Перрі наказав своїм кораблям пройти повз японські лінії до столиці Едо та розташувати свої гармати в напрямку міста Ураґа.  Він також зробив холостий постріл зі своїх 73 гармат, як він стверджував, на честь святкування Дня незалежності США. Кораблі Перрі були оснащені новими снарядними гарматами Paixhans, гарматами, здатними завдати великого вибухового руйнування кожним снарядом.  
Американські кораблі були майже оточені японськими сторожовими катерами; однак Перрі наказав відбивати будь-яку спробу абордажу. На одному човні був великий напис французькою мовою, який наказував американському флоту негайно відправитися. 9 липня йорікі Накаджіма Сабуросуке, у супроводі перекладача Хорі Тацуносуке, допливли до Саскеханни, але спочатку їм було відмовлено в дозволі піднятися на борт. Після деяких переговорів їм було дозволено піднятися на борт, де вони показали наказ про те, що іноземні кораблі не допускаються до японських портів. Перрі залишився у своїй каюті та відмовився зустрітися з ними, повідомивши через своїх офіцерів, що, оскільки він несе листа від президента Сполучених Штатів, він матиме справу лише з офіційними особами достатнього авторитету. 
10 липня Йорікі Каяма Ейдзаемон, видаючи себе за Урага буґьо, відвідав Саскеханну, і йому дозволили зустрітися з капітаном Франкліном, якому він порадив відправитися до Наґасакі, оскільки це був призначений порт для всіх іноземних контактів. Каямі сказали, що якщо відповідний чиновник не прийде отримати документ, Перрі висадить війська та піде на Едо, щоб особисто доставити листа. Каяма попросив три дні, щоб відповісти. Фактичний Урага буґьо, Ідо Хіромічі, надіслав шьоґуну звіт і повідомив, що його захист був абсолютно недостатнім, щоб відбити американців силою. 
Тим часом Перрі розпочав кампанію залякування, відправивши човни для огляду навколишньої території, і погрожував застосувати силу, якщо японські сторожові катери навколо американської ескадри не розійдуться.  Він також подарував японцям білий прапор і лист, в якому говорилося, що якщо вони виберуть бій, американці обов'язково їх переможуть.  
Уряд Японії був паралізований недієздатністю через хворобу шьоґуна Токуґави Іеоші та через політичну нерішучість щодо того, як впоратися з безпрецедентною загрозою для столиці країни. 11 липня старший роджю Абе Масахіро відклав час рішення, вважаючи, що просте прийняття листа від американців не буде порушенням суверенітету Японії. Рішення було передано Ураґі, і Перрі попросили перемістити свій флот трохи на південний захід до пляжу Куріхама (сучасна Йокосука), де йому дозволили висадитися 14 липня.  Перрі зійшов на берег із великою пишністю, висадившись із 250 матросами та морськими піхотинцями на 15 корабельних човнах після салюту з 13 гармат із Саскуеханни . Морська піхота майора Зейліна подарувала зброю, а оркестр заграв «Hail Columbia». Лист президента Філмора офіційно отримали хатамото Тода «Ідзу-но-камі» Уджійоші та Ідо «Івамі-но-камі» Хіромічі. Зрештою ескадра Перрі 17 липня вирушила до китайського узбережжя, пообіцявши повернутися за відповіддю. 

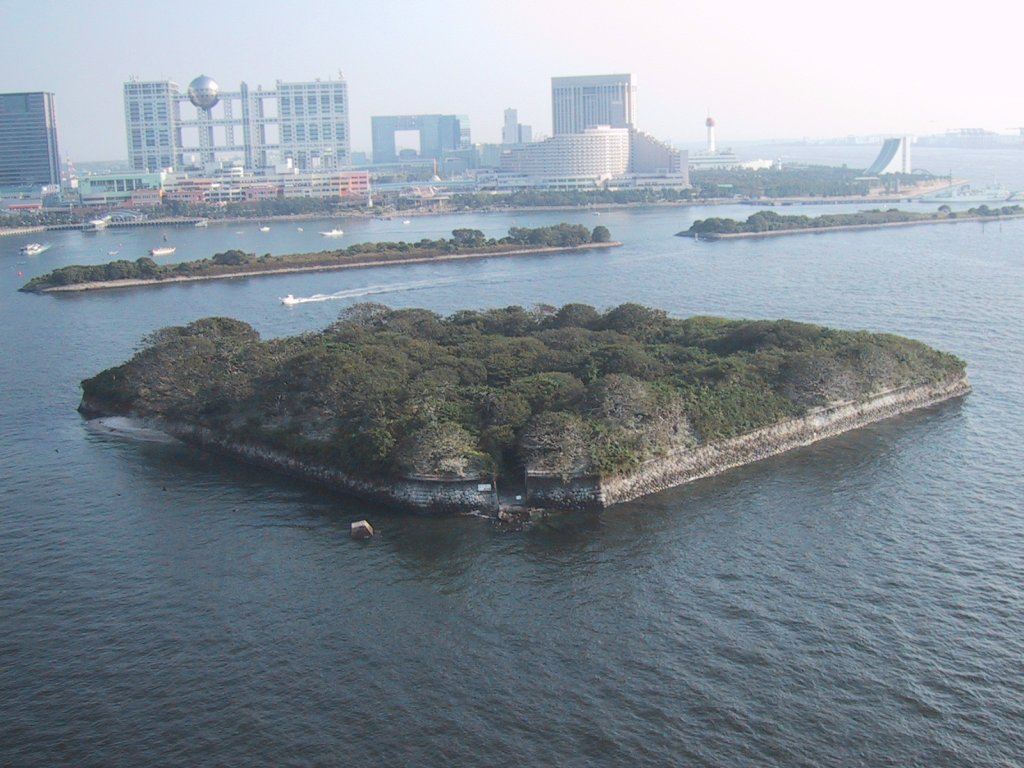
Батарея Одайба на в’їзді до Токіо, побудована в 1853–1854 роках для запобігання американському вторгненню

Після від'їзду Перрі в суді шьоґуна розгорнулися широкі дебати щодо того, як реагувати на погрози американця. Шьоґун Токуґава Іейоші помер через декілька днів після відходу Перрі, і його замінив його хворий маленький син Токуґава Ієсада, залишивши фактичне право на правління в руках Ради старійшин ( роджю ) на чолі з Абе Масахіро. Абе вважав, що на даний момент для Японії неможливо протистояти американським вимогам за допомогою військової сили, і все ж не хотів самостійно вживати будь-яких дій у такій безпрецедентній ситуації. Намагаючись узаконити будь-яке прийняте рішення, Абе опитував усіх дайме, щоб дізнатися їхню думку. Це був перший випадок, коли шьоґунат Токугава дозволив своїм рішенням бути предметом публічних дебатів, і мав непередбачуваний наслідок зображення шьоґунату як слабкого та нерішучого. 
Результати опитування також не дали Абе відповіді: з 61 відомої відповіді 19 висловилися за прийняття американських вимог, а 19 були рівною мірою проти. З решти 14 дали розпливчасті відповіді, висловивши стурбованість можливою війною, 7 запропонували піти на тимчасові поступки, а двоє повідомили, що вони просто погодяться з будь-яким рішенням.  Єдиною універсальною рекомендацією було негайно вжити заходів для зміцнення берегової оборони Японії. Укріплення були спішно побудовані поблизу сучасної Одайби, щоб захистити Едо від подальшого вторгнення американського флоту.

## Другий візит до Японії, 1854 рік

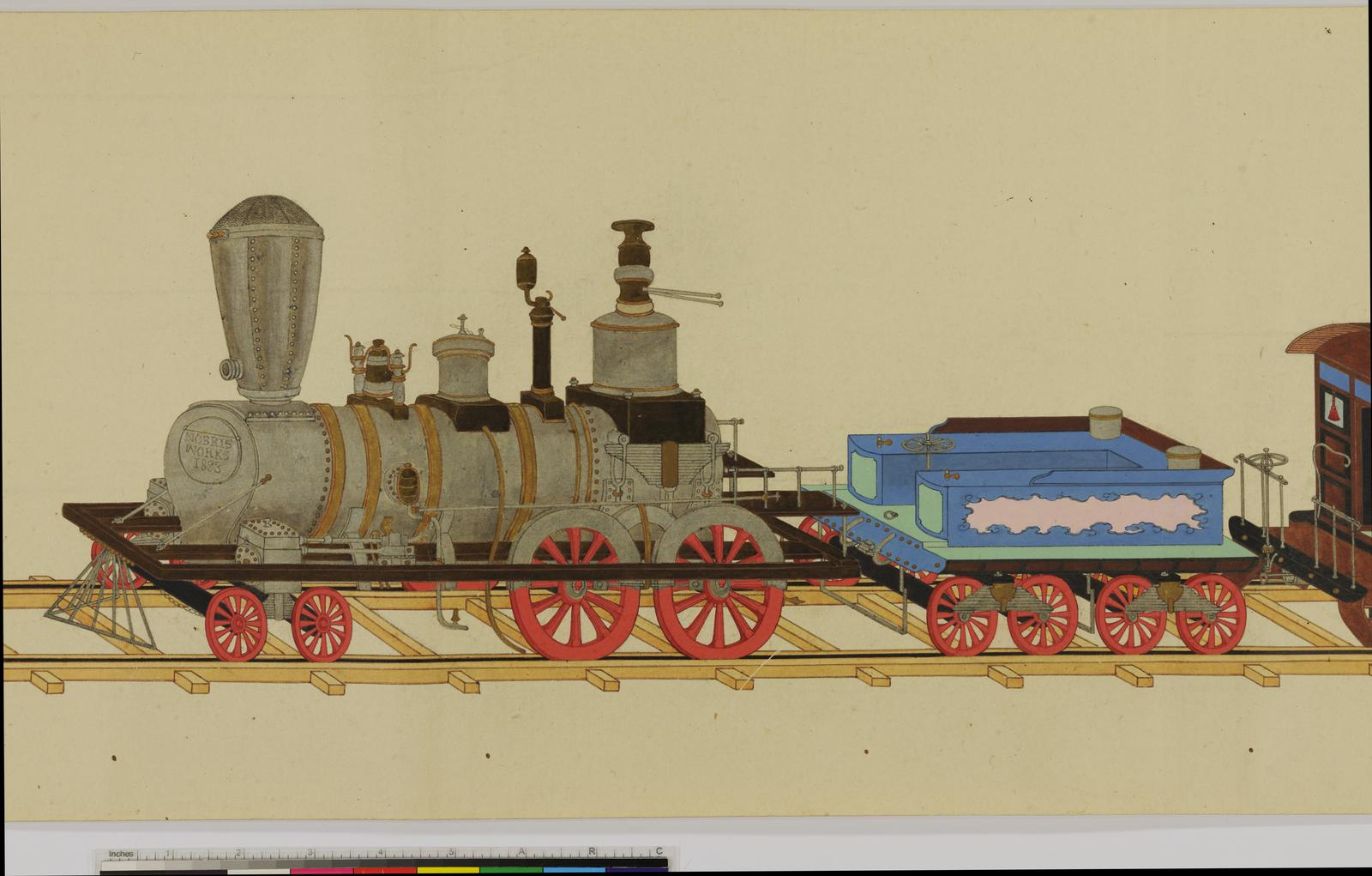
Мініатюрний паровозик, який був подарований експедицією та експонувався з великим успіхом.

Хоча він сказав японцям, що повернеться наступного року, Перрі незабаром дізнався, що російський віце-адмірал Євфимій Путятін відвідав Наґасакі незабаром після того, як він відплив із затоки Едо, і витратив місяць, намагаючись змусити японців підписати договір до його повернення. Британці та французи також сказали йому, що мають намір супроводжувати його до Японії навесні, щоб гарантувати, що американці не отримають жодних виняткових привілеїв. Таким чином, Перрі повернувся 13 лютого 1854 року з вісьмома кораблями та 1600 чоловіками. Флот втратив Плімут з перших чотирьох, і тепер також включав: Лексінгтон, Македонію, Повхатан, Вандалію та Саутгемптон. Ще одне судно прибуло з вугіллям і запасами 19 березня, довівши загальну чисельність до дев’яти. 
До моменту повернення Перрі шьоґунат Токуґава вирішив прийняти практично всі вимоги в листі Філлмора. Однак учасники переговорів тижнями зволікали щодо місця для переговорів: Перрі наполягав на Едо, а японці пропонували інші місця. Зрештою Перрі втратив самовладання і погрожував залучити 100 кораблів (більше, ніж фактичний розмір ВМС США на той час) в найближчі 20 днів для війни проти Японії. Зрештою обидві сторони дійшли компромісу щодо крихітного села Йокогама, де було зведено спеціально побудований зал. Перрі висадився 8 березня з 500 матросами та морськими піхотинцями на 27 човнах, а три оркестри грали « The Star-Spangled Banner ». 
Три тижні тривали переговори, які супроводжувалися дипломатичними жестами, наприклад обміном державними подарунками. Американці подарували японцям мініатюрний паровоз, телеграфний апарат, різні сільськогосподарські знаряддя та стрілецьку зброю, а також сто галонів віскі, годинники, печі та книги про США. Японці відповіли лакованими золотом меблями та скриньками, бронзовими прикрасами, одягом із шовку та парчі, порцеляновими келихами, і, дізнавшись про особисте хобі Перрі, колекцією черепашок. Культурні виступи також проводилися з обох боків: американські моряки на борту Повхатан влаштували шоу менестрелів, а кілька високопоставлених борців сумо демонстрували силові подвиги та проводили показові поєдинки. 
Нарешті, 31 березня Перрі підписав Конвенцію Канаґава, яка відкрила порти Шімода і Хакодате для американських кораблів, передбачила допомогу морякам, які потерпіли аварію, і заснування американського консульства в Шімоді.  З японської сторони договір підписав Хаяші Акіра . Після цього Перрі відправив Саратоґу додому з підписаним договором, а решта ескадри відправилася оглядати Хакодате, Шімоду та місце майбутнього консульства. Після відходу з Шімоди флот повернувся на острови Рюкю, де Перрі швидко склав «Договір між Сполученими Штатами і Королівством Рюкю», який був офіційно підписаний 11 липня 1854 року.

## Повернення до Сполучених Штатів, 1855 рік

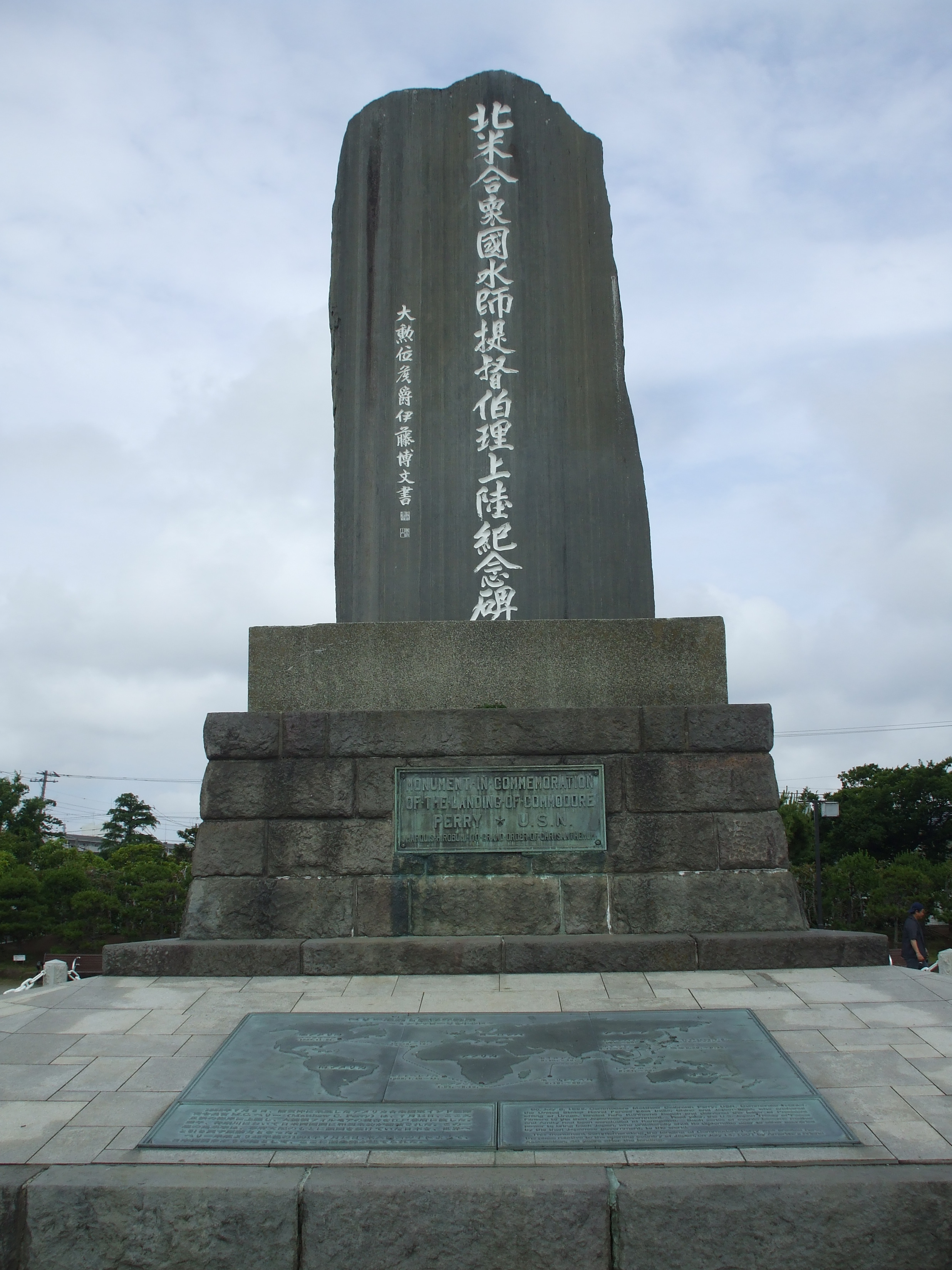
Пам'ятник експедиції Перрі в Куріхама, Йокосука

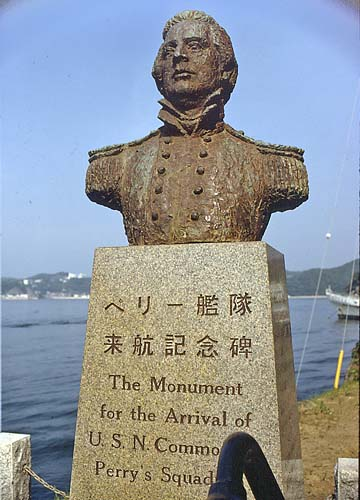
Бюст Метью Перрі в Шімода, Шідзуока.

Після повернення Перрі до Сполучених Штатів у 1855 році Конгрес проголосував за надання йому винагороди в розмірі 20 000 доларів (~ 737 000 доларів у 2022 році) на знак вдячності за його роботу в Японії. Частину цих грошей Перрі витратив на підготовку та публікацію звіту про експедицію в трьох томах під назвою «Оповідь про експедицію американської ескадри до Китайського моря та Японії» . Звіт було написано Френсісом Л. Гоксом під керівництвом Перрі, використовуючи письмові матеріали, зібрані Перрі та його колегами під час експедиції.  Вперше він був представлений як доповідь Сенату Сполучених Штатів у 1856 році, а пізніше опублікований у комерційних цілях. Перрі також отримав звання контр-адмірала у списку звільнених (коли його здоров'я почало підводити) як нагороду за його заслуги.  Відомо, що він страждав від важкого артриту. 
Перрі провів свої останні роки, готуючись до публікації свого звіту про японську експедицію, оголосивши про її завершення 28 грудня 1857 року. Через два дні його було звільнено з останньої посади — призначення в Раду з питань ефективності військово-морських сил. Він помер, очікуючи подальших наказів, 4 березня 1858 року в Нью-Йорку від ревматизму, який поширився на серце та ускладнився подагрою.